# 畑新田駅
畑新田駅（はたしんでんえき）は、三重県員弁郡員弁町（現・いなべ市員弁町）畑新田にあった近畿日本鉄道北勢線の駅。三重交通時代の1944年（昭和19年）7月1日に休止となり、1969年（昭和44年）5月15日に廃駅となった。

## 歴史
- 1914年（大正3年）4月5日：北勢鉄道の駅として開業。
- 1934年（昭和9年）6月27日：社名変更により北勢電気鉄道の駅となる。
- 1944年（昭和19年）
  - 2月11日：会社合併により、三重交通の駅となる。
  - 7月1日：休止（電力事情の悪化等による） 。
- 1965年（昭和40年）4月1日：近畿日本鉄道が三重電気鉄道を合併する。
- 1969年（昭和44年）5月15日：廃止。

## 駅構造
単式ホーム1面1線を有する地上駅であり、無人駅であった。休止後は駅ホームが撤去され、駅があった名残はない。

## 隣の駅
近畿日本鉄道
■北勢線
長宮駅 - 畑新田駅 - 楚原駅